# Leptacis pallipes
Leptacis pallipes är en stekelart som beskrevs av Fouts 1924. Leptacis pallipes ingår i släktet Leptacis och familjen gallmyggesteklar. Inga underarter finns listade i Catalogue of Life.